# Komail Mahfoodh
Komail Mahfoodh (28. travnja 1992.) je bahreinski rukometaš. Nastupa za klub Al-Najma i reprezentaciju Bahreina.
Natjecao se na Svjetskom prvenstvu u Francuskoj 2017., gdje je reprezentacija Bahreina završila na 23. mjestu, te u Danskoj i Njemačkoj 2019. (20.). 